# 懷曼鎮區 (阿肯色州華盛頓縣)
懷曼鎮區（英語：Wyman Township）是位於美國阿肯色州華盛頓縣的一個行政鎮區。

## 地方資料
懷曼鎮區的面積為28.59平方千米，當中陸地面積為28.01平方千米，而水域面積為0.58平方千米。根據2010年美國人口普查的數據，當地共有人口801人，而人口密度為每平方千米28.02人。